# Ritchey (Misuri)
Ritchey es un pueblo ubicado en el condado de Newton en el estado estadounidense de Misuri. En el Censo de 2010 tenía una población de 82 habitantes y una densidad poblacional de 646,13 personas por km².

## Geografía
Ritchey se encuentra ubicado en las coordenadas 36°56′39″N 94°11′9″O / 36.94417, -94.18583. Según la Oficina del Censo de los Estados Unidos, Ritchey tiene una superficie total de 0.13 km², de la cual 0.13 km² corresponden a tierra firme y (0%) 0 km² es agua.

## Demografía
Según el censo de 2010, había 82 personas residiendo en Ritchey. La densidad de población era de 646,13 hab./km². De los 82 habitantes, Ritchey estaba compuesto por el 96.34% blancos, el 0% eran afroamericanos, el 2.44% eran amerindios, el 0% eran asiáticos, el 0% eran isleños del Pacífico, el 0% eran de otras razas y el 1.22% pertenecían a dos o más razas. Del total de la población el 0% eran hispanos o latinos de cualquier raza.